# التجارة العابرة للصحراء الكبرى

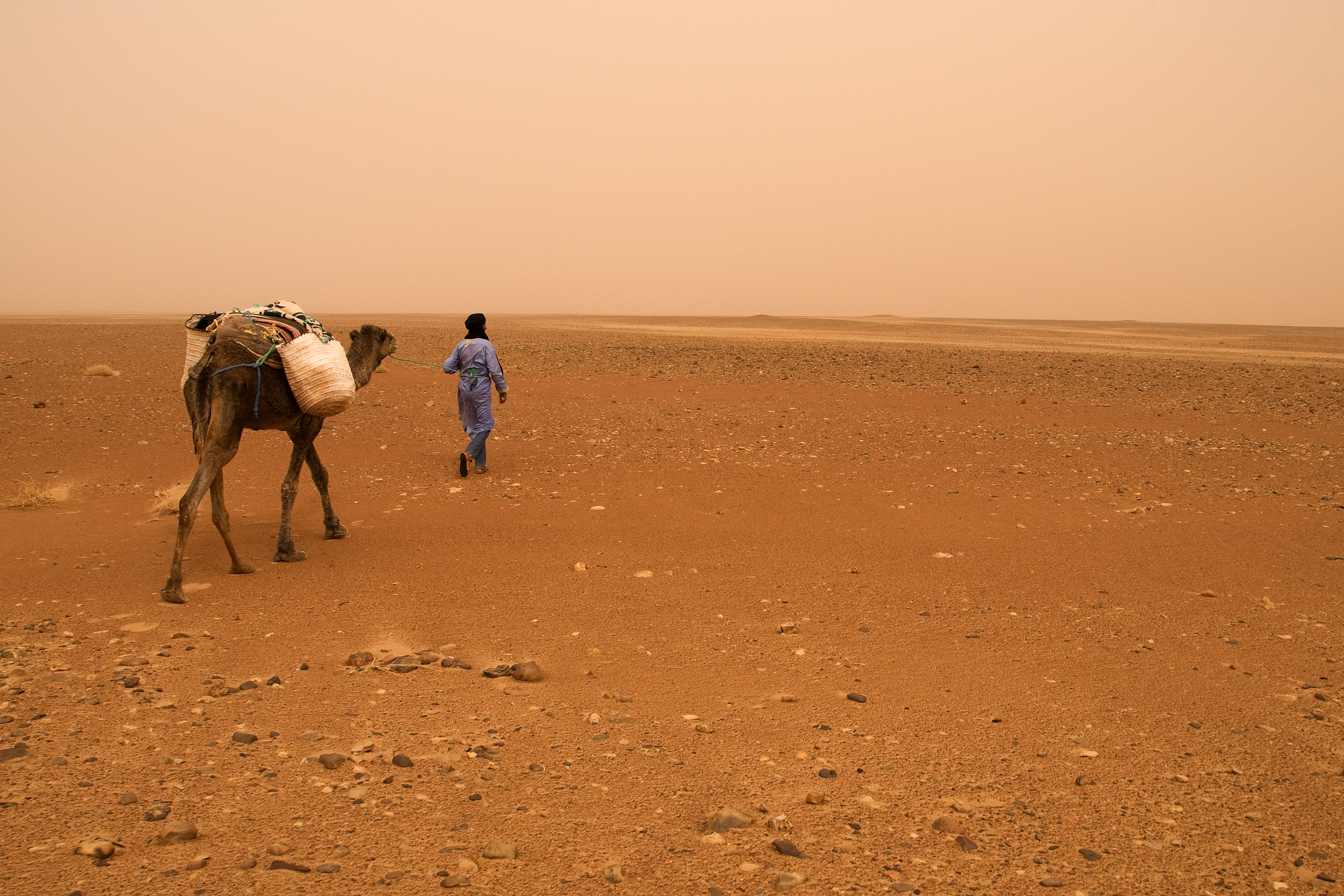
رجل من الطوارق وجمله محمل بالبضاعة.

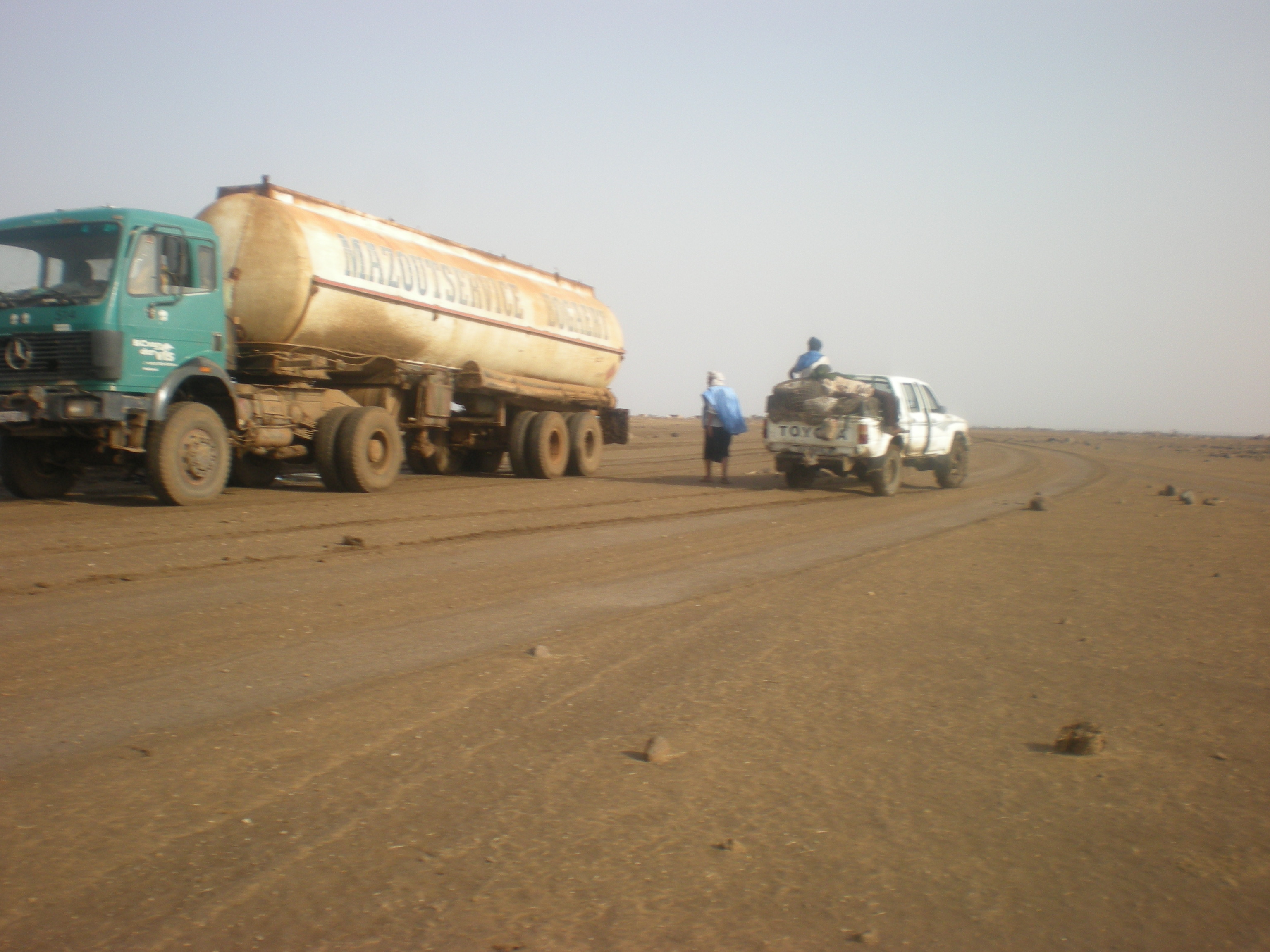
شاحنة مازوت في موريتانيا

التجارة عبر الصحراء الكبرى تتطلب السفر عبر الصحراء الكبرى للوصول إلى أفريقيا جنوب الصحراء من ساحل شمال أفريقيا أو أوروبا أو بلاد الشام. وعلى الرغم من أن جذور هذه التجارة تعود إلى عصور ما قبل التاريخ، إلا أن التجارة وصلت إلى ذروة نشاطها من القرن الثامن وحتى أواخر القرن السادس عشر.

## زيادة التصحر والحوافز الاقتصادية

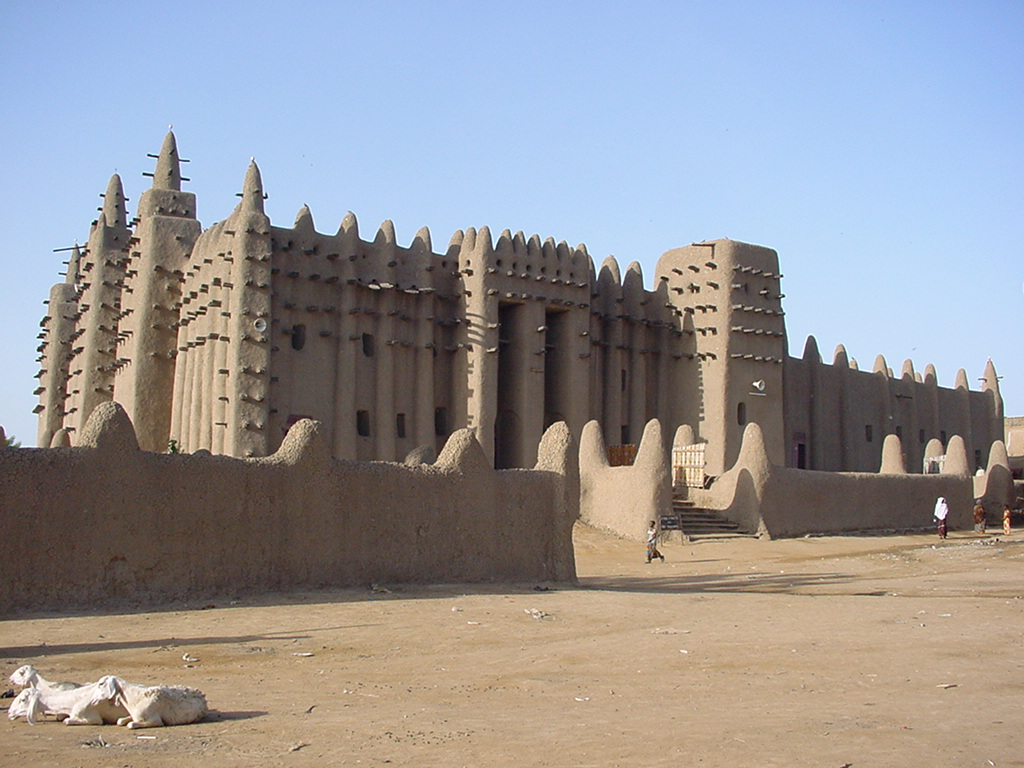
الجامع الكبير في جينيه تأسس سنة 800، وكان قاعدة تجارية هامة ويعد حاليًا أحد مواقع التراث العالمي

في وقت من الأوقات كانت الظروف البيئية في الصحراء الكبرى مختلفة تمامًا. ففي ليبيا والجزائر على الأقل منذ 7000 سنة قبل الميلاد، كانت تربية الماشية ورعي الأغنام والماعز والمستوطنات الكبيرة وصناعة الفخار منتشرة في تلك المناطق. وأُدخلت الماشية إلى الصحراء الوسطى (جبال هقار) منذ 4000 إلى 3500 قبل الميلاد. فهناك رسوم صخرية رائعة (مؤرخة من 3500 حتي 2500 قبل الميلاد)، في الأماكن شديدة الجفاف في الوقت الحاضر، تصور النباتات والحيوانات بصورة تختلف تمامًا عن التكهنات الحديثة.
ولطبيعتها الصحراوية، تعد الصحراء الكبرى الآن امتدادًا عدائيًا يفصل اقتصاد البحر الأبيض المتوسط عن اقتصاد حوض نهر النيجر. وحسبما يقول فرناند براوديل فإن عبور هذه المنطقة (خصوصًا دون وجود آليات ميكانيكية للنقل) هو أمر جدير بالاهتمام فقط عندما تسفر الظروف الاستثنائية عن مكاسب متوقعة تفوق تكلفة هذا العبور ومخاطره.
كانت التجارة في عصور ما قبل الاستعمار تقوم على القوافل المكونة من الإبل. وكان إعداد هذه الإبل وتسمينها يتم لعدة شهور في سهول المغرب العربي أو الساحل قبل تجميعها لتكوين قافلة. ووفقًا لما ذكره ابن بطوطة الرحالة الذي رافق إحدى القوافل، فإن متوسط حجم القافلة الواحدة كان يبلغ 1000 بعير، وكانت بعض القوافل تصل إلى 12000 بعير. وكان يقود تلك القوافل بربر يتقاضون أجورًا مرتفعة، لأنهم كانوا يعرفون دروب الصحراء ويمكنهم ضمان المرور الآمن من أتباعهم من البدو. وكان مرور أي قافلة محفوفًا بالمخاطر، ويعتمد على الحذر في الترتيب لها.

## كتابات أخرى
- Kevin Shillington (eds), "Tuareg: Takedda and trans-Saharan trade" from the Encyclopaedia of African History, Fitzroy Dearborn, 2004, ISBN 1-57958-245-1